# Embia piquetana
Embia piquetana is een insectensoort uit de familie Embiidae, die tot de orde webspinners (Embioptera) behoort. De soort komt voor in Argentinië.
Embia piquetana is voor het eerst wetenschappelijk beschreven door Navás in 1919.